# بتانی، شهرستان ولف، کنتاکی
بتانی (به انگلیسی: Bethany) یک منطقهٔ مسکونی در ایالات متحده آمریکا است که در شهرستان وولف، کنتاکی واقع شده‌است. بتانی ۲۵۲٫۹۹ متر بالاتر از سطح دریا واقع شده‌است.